# Ferdinand Hauptmann (Historiker)
Ferdinand Hauptmann (* 11. Mai 1919 in Fürstenfeld; † 26. Oktober 1987 in Graz) war ein österreichischer Historiker.

## Leben
Nach der Promotion 1944 unter dem Titel Österreich-Ungarns Werben um Serbien 1879–1881 in Graz lehrte er dort von 1969 bis 1986 als Universitätsprofessor. Von 1971 bis 1987 war er Mitglied der Historischen Landeskommission für Steiermark.

## Schriften (Auswahl)
- Erzherzog Johann als Vermittler zwischen Kroatien und Ungarn im Jahre 1848. Graz 1972, OCLC 74634617.
- als Herausgeber: Gedanken über Staat und Revolution. Das Tagebuch des Grafen Ferdinand Egger aus dem Jahre 1848. Graz 1976, OCLC 5674742.
- Die österreichisch-ungarische Herrschaft in Bosnien und der Hercegovina 1878–1918. Wirtschaftspolitik und Wirtschaftsentwicklung. Graz 1983, OCLC 74634617.
- als Herausgeber: Die türkische Wiedereroberung von Belgrad 1739. Die Reichsgeschichte Mehmed Subhi's 1738–1740. Aus dem Steiermärkischen Landesarchiv, Graz. Graz 1987, OCLC 895075157.